# Ceres
Ceres (Церера) — некоммерческая правозащитная организация, базирующаяся в Бостоне. Основана в 1989 году Джоан Баварией. Основной целью Ceres является мобилизация инвесторов и делового сообщества для создания процветающей и экологически устойчивой мировой экономики. Сотрудники Ceres объединяют разрозненные заинтересованные стороны (инвесторов, компании и общественные группы в области охраны окружающей среды) чтобы ускорить принятие экологической практики деловых отношений, продвигают программы в сфере возобновляемой энергии, создают отчёты об изменении климата и глобальном потеплении. 
Также Ceres оказывает давление на компании, промышленные отрасли и регуляторов, чтобы уменьшить выбросы углерода и расширить экологически чистую энергетику. Созданная Ceres в 1997 году программа Global Reporting Initiative (GRI) фактически является международным корпоративным стандартом экологического и социального воздействия компаний. Благодаря распространению информации о воздействии бизнеса на изменение климата Ceres добился того, чтобы климатические риски стали неотъемлемой частью оценки компаний.
В 2006 году Ceres получил премию за социальное предпринимательство от Фонда Сколла. В 2007 году журнал Directorship назвал Ceres одним из 100 самых влиятельных игроков в корпоративном управлении. В 2008 году Ceres получил Social Capitalist Awards от журнала Fast Company.

## История
Организация Ceres была основана в 1989 году, когда президент финансовой компании Trillium Asset Management Джоан Бавария заключила союз с ведущими защитниками окружающей среды с целью изменения корпоративных экологических методов. Она назвала организацию Coalition for Environmentally Responsible Economies или Ceres (в честь древнеримской богини Цереры, покровительницы урожая и плодородия). После катастрофического разлива нефти из танкера Exxon Valdez Ceres объявил о создании «Принципов Вальдеза» (позже они были переименованы в «Принципы Ceres») — кодекса из 10 пунктов корпоративного экологического поведения.
В 1993 году, после длительных переговоров, американская нефтяная корпорация Sunoco стала первой компанией из списка Fortune 500, которая подтвердила свою приверженность «Принципам Ceres». С тех пор десятки крупных корпораций подтвердили «Принципы Ceres», включая более десяти компаний из Fortune 500, которые приняли свои собственные экологические принципы, эквивалентные кодексу Ceres.    
В 2003 году Ceres основал Investor Network on Climate Risk, которая объединяет свыше ста инвесторов с общими активами в 10.7 триллиона долларов. Эта сеть использует свои рычаги влияния чтобы остановить неконтролируемое изменение климата и уменьшить выбросы парниковых газов. В 2008 году Ceres создала коалицию компаний Business for Innovative Climate and Energy Policy.

## Принципы Ceres
- Защита биосферы
- Бережное использование природных ресурсов
- Сокращение и утилизация отходов
- Энергосбережение
- Снижение рисков
- Безопасные продукты и услуги
- Восстановление окружающей среды
- Информирование общественности
- Управленческие обязательства
- Аудиты и отчеты[13]